# Hylaeus tinctulus
Hylaeus tinctulus är en biart som beskrevs av Cockerell 1932. Hylaeus tinctulus ingår i släktet citronbin, och familjen korttungebin. Inga underarter finns listade i Catalogue of Life.